# 497 TCN
497 TCN là một năm trong lịch La Mã.